# Deanie Ip
Deanie Ip Tak-Han (Dapengcheng, 25 december 1947) (jiaxiang: Guangdong, Shenzhen, Longgang, Dapeng, Dapengcheng) is een Chinese cantopopzangeres en actrice. Ze heeft twee keer een prijs in de Hong Kong Film Awards gewonnen. Ze is opgegroeid in een klein dorp op Dapengbandao. Op jonge leeftijd migreerde ze met haar gezin naar Hongkong. Familieleden van Ip zijn grotendeels gemigreerd naar Hongkong, Engeland, Nederland en de Verenigde Staten. De zus van Ip woont in Engeland. Ze spreekt Dapenghua, Standaardkantonees, Standaardmandarijn en Engels. Tegenwoordig woont Ip in de Verenigde Staten en komt af en toe naar Hongkong voor interviews.

## Filmografie
- Queen of Kowloon (2000) - Ah Si
- Don't Look Back... Or You'll Be Sorry!! (2000) - Marianne Siu
- Prince Charming (1999) - 'Babe' Fei
- "Criss-Cross Over Four Seas" (1999) TV Series - Ming Sing
- Crying Heart (1999) - Mrs. Fat
- Thanks for Your Love (1996) - Mrs. Li
- Tragic Commitment (1995) - Ngank
- Legend of the Red Dragon (1994) - Red Bean's Mother
- Man of the Times (1993) - Mary
- Murder (1993) - Ma Mei-Chun
- Days of Tomorrow (1993) - Ling's Mother
- She Starts the Fire (1992) - Big Beer
- The Prince of Temple Street (1992)
- Arrest the Restless (1992) - Teddy's Mother
- Fight Back to School II (1992) - Inspector Yip
- Handsome Siblings (1992) - Sissy To
- Deadly Dream Woman (1992) - Witch Woman
- Fantasy Romance (1991) - Ghost Prostitute
- Dances with the Dragon (1991) - Shi-Yi/Baby
- The Truth: Final Episode (1989)
- Carry on Yakuza!! (1989) - Mrs. Wong
- Dragons Forever (1988) - Miss Yip
- The Truth (1988)
- Spiritual Love (1987) - Chin-Hua
- Din lo jing juen (The Lunatics) (1986) - Tina Lau
- Soul (1986) - Lee Yip-Cheong
- Pom Pom Strikes Back (1986) - Anna
- Seven Angels (1985) - Sergeant
- The Unwritten Law (1985)
- Mr. Boo Meets Pom Pom (1985) - Anna
- Welcome (1985) - Great-Grandfather's Wife
- My Name Ain't Suzie (1985)
- Goodbye Mama (1985)
- Before Dawn (1984)
- Wrong Wedding Trail (1984)
- Owl vs. Dumbo (1984) - Joyce Leung
- The Return of Pom Pom (1984) - Anna
- Pom Pom (1984) - Anna
- Carry on Pickpocket (1982) - Inspector Ling
- Sealed with a Kiss (1981)
- Cream Soda and Milk (1981)
- Love Massacre (1981)
- Killers Two (1978)

- International Standard Name Identifier: 0000 0000 9586 256X
- Library of Congress Control Number: nr90004388
- MusicBrainz: 5159cc86-10fa-49ca-9b21-f12fe0acafb4
- Système universitaire de documentation: 179403362
- Virtual International Authority File: 44109840
- WorldCat: E39PBJqBkCQj6vrTthTCWq9kXd